# Roeselia gigantoides
Roeselia gigantoides är en fjärilsart som beskrevs av Inoue 1961. Roeselia gigantoides ingår i släktet Roeselia och familjen trågspinnare. Inga underarter finns listade.